# Дудченко Катерина Вікторівна
Катерина Вікторівна Дудченко (нар. 14 жовтня 1996, Херсонська область, Україна) — українська спортсменка, академічна веслувальниця, заслужений майстер спорту України, чемпіонка Європи та дворазова володарка кубку світу, призерка чемпіонату Європи.

## Спортивні результати
| Рік  | Змагання                                      | Місце проведення                 | W2x       | W2x   | W4x       | W4x   | W8x       | W8x   | W4−       | W4−   |
| Рік  | Змагання                                      | Місце проведення                 | Результат | Місце | Результат | Місце | Результат | Місце | Результат | Місце |
| ---- | --------------------------------------------- | -------------------------------- | --------- | ----- | --------- | ----- | --------- | ----- | --------- | ----- |
| 2016 | Чемпіонат Європи                              | Бранденбург-на-Гафелі, Німеччина | Н/Д       | Н/Д   | Н/Д       | Н/Д   | 06:30.46  | 7     | Н/Д       | Н/Д   |
| 2019 | Чемпіонат Європи                              | Люцерн, Швейцарія                | 07:07.79  | 4     | Н/Д       | Н/Д   | Н/Д       | Н/Д   | Н/Д       | Н/Д   |
| 2019 | Чемпіонат світу                               | Оттенсхайм, Австрія              | Н/Д       | Н/Д   | Н/Д       | Н/Д   | Н/Д       | Н/Д   | 06:49.96  | 4     |
| 2020 | Чемпіонат Європи                              | Познань, Польща                  | Н/Д       | Н/Д   | 06:30.46  | 4     | Н/Д       | Н/Д   | Н/Д       | Н/Д   |
| 2021 | Чемпіонат Європи                              | Варезе, Італія                   | Н/Д       | Н/Д   | 06:27.89  | 6     | Н/Д       | Н/Д   | Н/Д       | Н/Д   |
| 2021 | Європейська олімпійська кваліфікаційна регата | Варезе, Італія                   | Н/Д       | Н/Д   | 06:42.88  | 4     | Н/Д       | Н/Д   | Н/Д       | Н/Д   |
| 2022 | Чемпіонат Європи                              | Мюнхен, Німеччина                | Н/Д       | Н/Д   | 06:53.76  | 3     | Н/Д       | Н/Д   | Н/Д       | Н/Д   |
| 2022 | Чемпіонат світу                               | Рачице, Чехія                    | Н/Д       | Н/Д   | 06:24.05  | 4     | Н/Д       | Н/Д   | Н/Д       | Н/Д   |
| 2023 | Кубок світу                                   | Загреб, Хорватія                 | Н/Д       | Н/Д   | 06:24.43  | 1     | Н/Д       | Н/Д   | Н/Д       | Н/Д   |
| 2023 | Чемпіонат Європи                              | Блед, Словенія                   | Н/Д       | Н/Д   | 06:19.12  | 1     | Н/Д       | Н/Д   | Н/Д       | Н/Д   |
| 2023 | Кубок світу                                   | Люцерн, Швейцарія                | Н/Д       | Н/Д   | 06:27.74  | 5     | Н/Д       | Н/Д   | Н/Д       | Н/Д   |
| 2023 | Чемпіонат світу                               | Белград, Сербія                  | Н/Д       | Н/Д   | 06:29.88  | 8     | Н/Д       | Н/Д   | Н/Д       | Н/Д   |
| 2024 | Кубок світу                                   | Варезе, Італія                   | Н/Д       | Н/Д   | 06:11.32  | 1     | Н/Д       | Н/Д   | Н/Д       | Н/Д   |
| 2024 | Чемпіонат Європи                              | Сегед, Угорщина                  | Н/Д       | Н/Д   | 06:43.02  | 2     | Н/Д       | Н/Д   | Н/Д       | Н/Д   |